# Ernst Gerhard Wilhelm Keyl
Ernst Gerhard Wilhelm Keyl (* 22. Mai 1804 in Leipzig; † 4. August 1872 in Monroe, Michigan, USA) war ein deutscher evangelisch-lutherischer Geistlicher, der in die Vereinigten Staaten auswanderte und dort Mitbegründer der Missouri-Synode wurde.

## Leben
Wilhelm Keyl studierte an der Leipziger Universität Theologie und wurde im Jahr 1829 ordiniert. Er war vom  20. September 1829 bis zu seiner Auswanderung in die Vereinigten Staaten im November 1838 Pfarrer in Niederfrohna. Maßgeblich war er an der Vorbereitung der Auswanderung von etwa 800 sächsischen Lutheranern, die 1838 und 1839 aufgrund von theologischen Spannungen mit der liberalen Kirchenleitung unter Leitung von Pastor Martin Stephan nach Missouri auswanderten.
Wilhelm Keyl verließ am 3. November 1838 auf der Johann Georg Bremerhaven und erreichte am 5. Januar 1839 New Orleans. Gemeinsam mit Carl Ferdinand Wilhelm Walther gehörte er zu den Gründern der Missouri-Synode. Nach der Gründung von Frohna war er bis zum 19. September 1847 in der dortigen Gemeinde als Pfarrer tätig. Im Juni 1847 erhielt er eine Berufung an die evangelisch-lutherische Gemeinde in Freistadt und die Dreieinigkeits-Gemeinde in Milwaukee, Wisconsin. Dort war er vom 10. Oktober 1847 bis 23. Juni 1850 tätig. Ab dem 14. Juli 1850 wirkte er als Pfarrer in der St. Paulus-Gemeinde in Baltimore, Maryland. Die letzten Jahre seines Dienstes verbrachte er in Willshire, Ohio, wo er am 26. September 1869 als Pfarrer eingeführt wurde und im Spätherbst des Jahres 1871 in den Ruhestand ging.
Mehrere Jahre lang amtierte er als Präsident des östlichen Bezirkes der Missouri-Synode.

## Veröffentlichungen
- Lutherophilus. St. Louis, 1854.
- Katechismus-Auslegung aus Dr. Luther's Schriften. 4 Bände, 1853–1868.
- Predigt-Entwürfe über die Sonn- und Festtags-Evangelien aus Dr. Luther's Predigten. 1866.